# Кендра Лъст
Кендра Лъст (на английски: Kendra Lust) е американска порнографска актриса и режисьор.

## Биография
Кендра Лъст работи като стриптизьорка в продължение на година и половина, докато е в колежа, за да си плати обучението. Тя завършва с бакалавърска степен като медицинска сестра, и работи по специалността си в продължение на 7 години.
По-късно работи като еротичен модел пред уеб камера за около 3 месеца, преди да започне да се снима в порнографски филми. Тя влиза в индустрията за възрастни през март 2012 г. Първата ѝ сцена е с Финикс Мари и Рейчъл Стар за Brazzers.
През май 2015 г. тя подписва едногодишен договор с ArchAngel Productions. На следващия месец, подписва с Zero Tolerance Entertainment като неизключителен изпълнител. Нейната сделка с компанията включва възможността за нея да пуска линия от секс играчки, с формата на тялото ѝ. През 2016 г. Zero Tolerance Entertainment издава Visions of Lust, нейния режисьорски дебют.
Тя също така притежава продуцентската компания Lust Army Productions.

### Личен живот
Омъжена е за полицай и има една дъщеря. Има къща в Мичиган и жилище в Лос Анджелис.